# Colegiul Național „Constantin Diaconovici Loga” din Timișoara
Colegiul Național „C.D. Loga” este una din cele mai prestigioase instituții de învățământ preuniversitar din Timișoara. Liceul este situat pe bulevardul Constantin Diaconovici Loga, nr. 37. Înainte de instaurarea regimului comunist în România în clădire a funcționat Liceul de Băieți.

## Istoric
Clădirea a fost construită în 1902–1903, iar arhitectul a fost Ignác Alpár.
Colegiul Național „Constantin Diaconovici Loga” își află începutul în Gimnaziul Superior de Stat, întemeiat în 1897, cu limba de predare maghiară. Funcționează în actuala clădire din anul 1903. În august 1919 a fost transformat în liceu cu limba de predare română, purtând denumirea dascălului bănățean C.D.Loga. În anul 1948 autoritățile comuniste îi impun denumirea de „Nikos Beloianis”, apoi de Școala Medie nr. 1. De abia în anul 1970 își redobândește denumirea de C.D.Loga. 
Cronologie
În 1897 ia ființă Gimnaziul Superior de Stat, cu predare în limba maghiară. Cursurile se desfășoară la etajul al II-lea al Școlii Primare și de Meserii din Piața Huniade.
În 1903 se dă în folosință clădirea liceului. Elevii clasei I (10 români, 15 maghiari, 9 evrei, iar restul germani, sârbi, bulgari) încep școala în noul edificiu.
Între 1903–1919 funcționează ca școală cu limba de predare maghiară, având ca directori pe dr. Bertalan Schönvitzky (1903–1914) și János Reday (1914–1919).
La 7 august 1919 școala este preluată de administrația românească și devine primul liceu românesc din Timișoara, purtând numele cărturarului Constantin Diaconovici Loga. Preia sistemul de organizare al învățământului secundar românesc: ciclul inferior (clasele I – IV) și ciclul superior (clasele V – VIII). Primul director a fost profesorul de limba română Silviu Bejan.
În anul școlar 1920–1921 se stabilesc cele două secții ale ciclului superior: reală și modernă.
În 1922 se înființează Societatea de Literatură ,,Dimitrie Țichindeal”.
În 1924 susține Bacalaureatul („Matura”) prima promoție, se înființează Cercul de Matematică „Traian Lalescu” și apare revista „Viața școlară” (primul număr, 15 noiembrie).
În 1926 liceul, condus de directorul Vasile Mioc, devine colegiu, cu denumirea de Colegiul Național Bănățean ,,Constantin Diaconovici Loga”.
În 1934 se înființează secția cu predare în limba sârbă – cilcul inferior.
În 1943 se înființează ciclul superior al secției  cu predare în limba sârbă, care va funcționa până în 1948.
În 1944 clădirea liceului e ocupată și transformată în spital de către armata sovietică.
În 1945 mai mulți elevi ai colegiului participă la o manifestare spontană promonarhistă, scandând „Regele și patria”. Autoritățile comuniste operează arestări în rândul elevilor și în rândul profesorilor. Directorii Vasile Mioc și Iuliu Ilca sunt duși pentru trei luni în lagărul de la Caracal.
În 1946 se înființeză Asociația Absolvenților, avându-l ca președinte de onoare pe P.S. dr. Vasile Lăzărescu, episcopul Timișoarei, absolvent al Liceului C. D. Loga.
În 1948 noile autorități schimbă titulatura școlii în Liceul de Băieți Nr.1. Ulterior își va schimba succesiv denumirea în Școala Medie nr. 1.; Liceul ,,Nikos Beloianis”; Liceul de Matematică-Fizică.
În 1959 se înființează secția cu predare în limba maghiară, care va funcționa timp de 10 ani.
În 1970 școala va relua numele patronului său spiritual sub titulatura de Liceul „Constantin Diaconovici Loga”.
În 1990, prin trecerea în categoria colegiilor, numele școlii devine Colegiul „Constantin Diaconovici Loga”. Se reînființează Asociația Absolvenților.
În 1999 se obține statutul de colegiu național, cu denumirea Colegiul Național „Constantin Diaconovici Loga”. Apare prima ediție din Monografia Colegiului Național „Constantin Diaconovici Loga” realizată de Pavel Petroman, Alexandru Radovan, Milan Tosici, reeditată în 2002 la Editura Eurobit.
În 2002 Ministerul Educației și Cercetării acordă Colegiului Diploma de Excelență pentru rezultatele elevilor la olimpiadele și concursurile școlare internaționale.
În 2012 Ministerul Educației Cercetării Tineretului și Sportului acordă pentru a doua oară colegiului Diploma de Excelență pentru rezultatele elvilor la olimpiadele și concursurile școlare internaționale.

## Clase
- Matematică-Informatică – Axată pe matematică și informatică
- Științele Naturii – Axată pe biologie, chimie
- Filologie – Axată pe română și limbi moderne
- Științe Sociale - Axată pe istorie, română și științe socio-umane

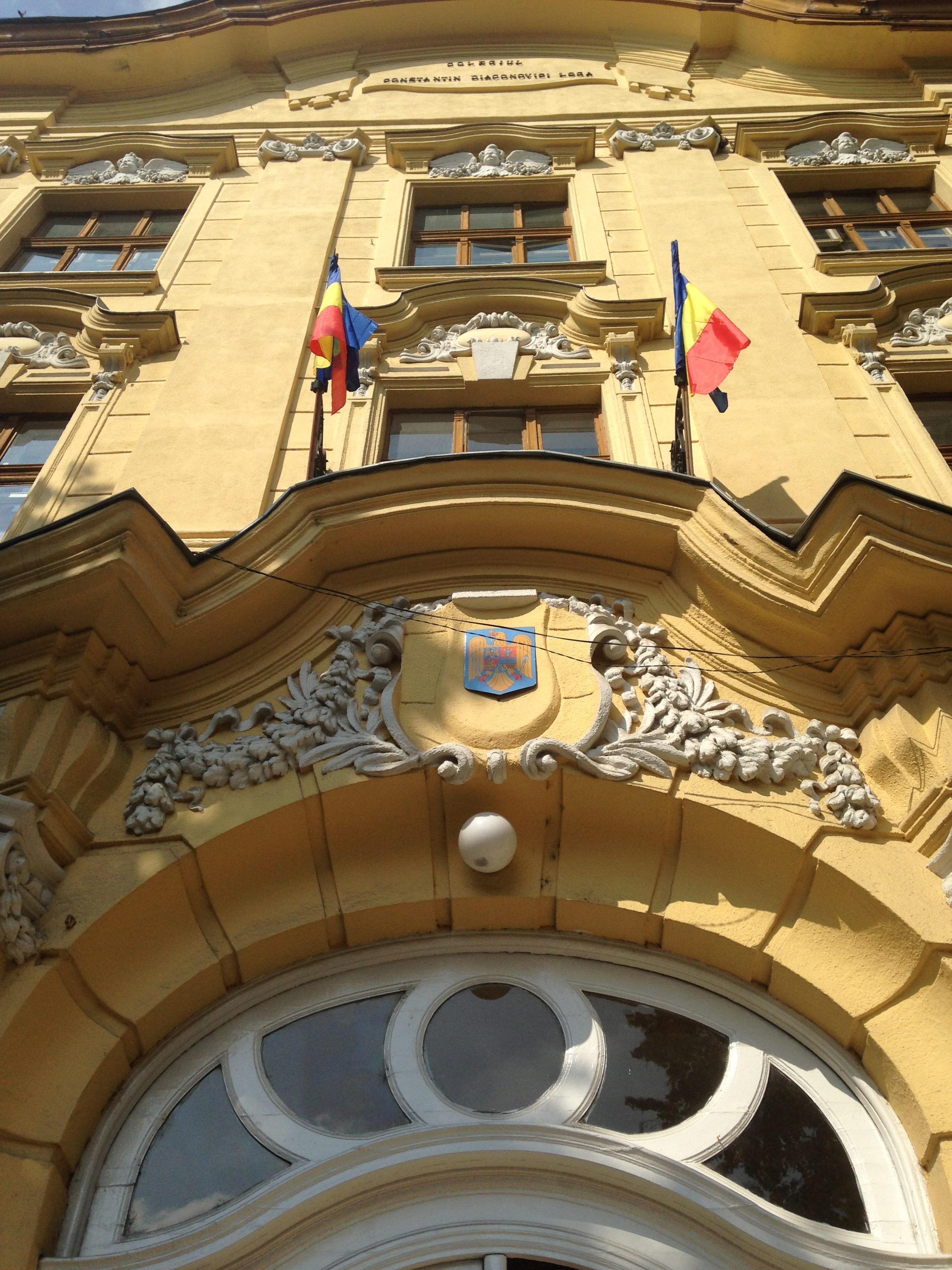
Intrarea in Colegiul National "C.D. Loga"

## Directori
- Bertalan Schönvitzky, 1903–1914
- János Reday, 1914–1919
- Silviu Bejan, 1919–1922
- Augustin Coman, 1922–1926
- Silviu Bejan, 1926–1927
- Augustin Coman, 1927–1928
- Silviu Bejan, 1928–1940
- Constantin Cioflec, 1940
- Ioan Roșiu Roșioru, 1940
- Gheorghe Oancea–Ursu, 1940–1941
- Vasile Mioc, 1941–1948
- Alexandru Grossu, 1948–1949
- Temistocle Bărcănescu, 1949–1953
- Emil Meșter, 1953–1955
- Trandafir Bălan, 1955–1967
- Valentin Drăgușan, 1967–1969
- Ioan Viriș, 1969–1978
- Dorin Craina, 1978–1987
- Nicolae Negoescu, 1987–1990
- Ioan Nedin, 1990–1996
- Dorin Craina, 1996–2001
- Radovan Alexandru, 2001–2006
- Simona Laura Stoia, 2006–2010
- Tihomir Milin, 2010–2012
- Mariea Ștefan, 2012–2015
- Gizela Fuioagă , 2015–2016
- Tihomir Milin,  2017[3] - 2022
- Violeta-Estrella Bontilă, din 2022

## Publicații
Revista LogaRitm